# 다카하시 마사히로 (축구 선수)
다카하시 마사히로(일본어: 高橋 昌大, 1985년 5월 31일 ~ )는 일본의 전 축구 선수이다.

## 구단 경력
과거 미토 홀리호크에서 활동하였다.